# Wahlkreis Wokingham

Der Wahlkreis mit den Grenzen von 2007

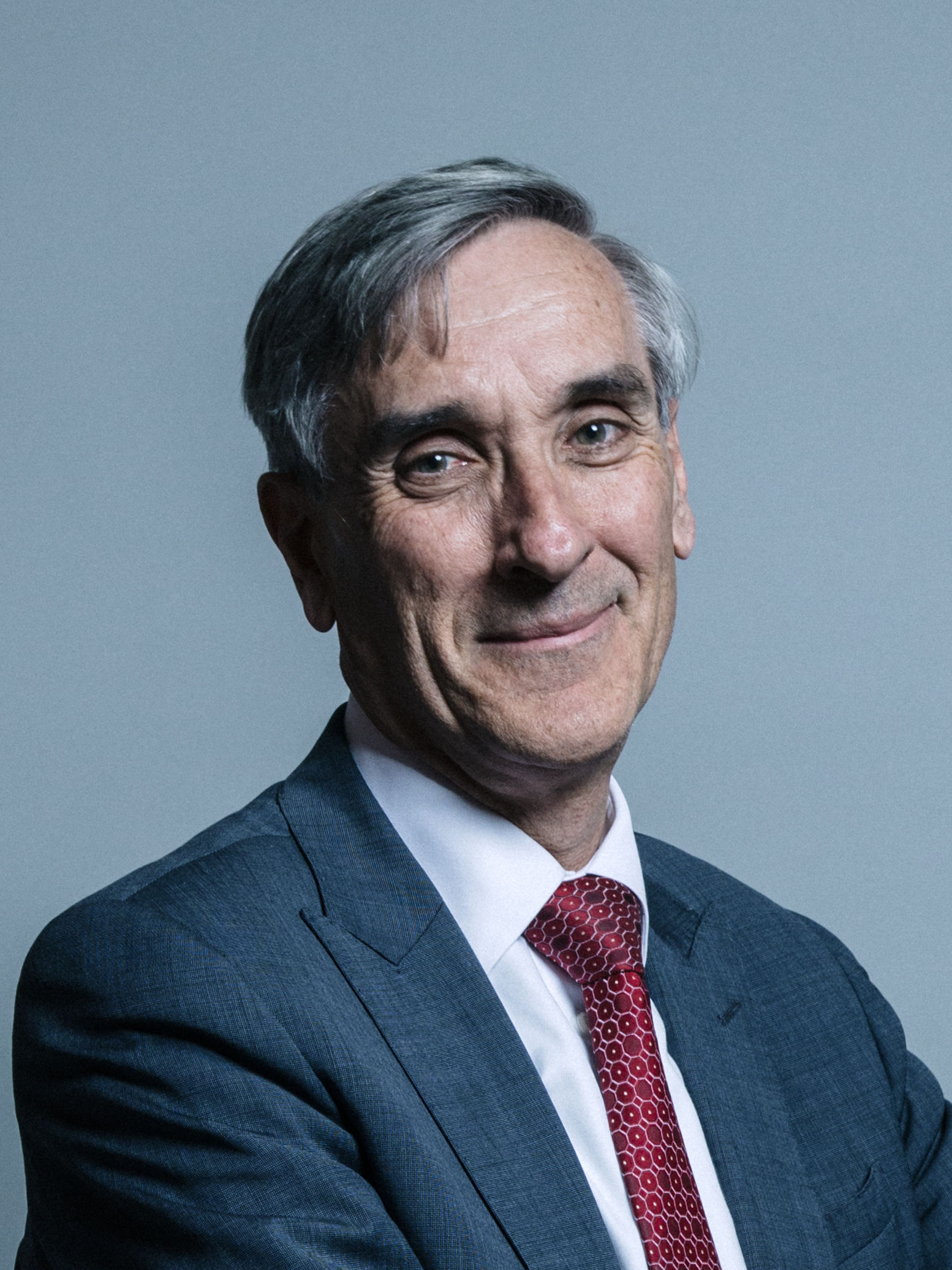
John Redwood vertritt den Wahlkreis seit 1987

Wokingham ist ein Wahlkreis für das britische Unterhaus in der Grafschaft Berkshire. Der Wahlkreis wurde 1950 in seiner heutigen Form geschaffen und deckt einen Großteil von Wokingham ab. Er entsendet einen Abgeordneten ins Parlament.

## Geschichte
Der Wahlkreis bestand bereits zwischen 1885 und 1918. 1950 wurde er aus den ehemaligen Wahlkreisen Newbury und Windsor erneut geschaffen und wird seit Unterhauswahl 1950 durchgehend von Angehörigen der Conservative Party vertreten. Damals gewann Peter Remnant den Sitz und amtierte bis 1959. Bei der Unterhauswahl 1959 gewann William van Straubenzee in Wokingham. Seit der Unterhauswahl 1987 vertritt John Redwood Wokingham im House of Commons.
Der Wahlkreis wies im April 2013 eine Arbeitslosigkeit von lediglich 1,2 % auf. Dieser Wert lag damit erheblich niedriger als der nationale Durchschnitt von 3,8 %.